# AWO-Studie
Die AWO-ISS-Studie zu Lebenslagen und Lebenschancen bei Kindern und Jugendlichen oder kurz AWO-ISS-Studie ist eine Langzeitstudie des Frankfurter Institut für Sozialarbeit und Sozialpädagogik (ISS-Frankfurt a. M.) im Auftrag der Arbeiterwohlfahrt. In einer ersten Phase wurden 900 Kinder und deren Eltern interviewt, in einer zweiten Phase wurden aus dieser Gruppe 185 ausgesucht und in der letzten Phase bildeten noch einmal 500 Kinder aus dieser Gruppe und ihre Eltern den Forschungsgegenstand.

## „Gute Kindheit – Schlechte Kindheit“
Hauptzielgruppe der von 1997 bis 2000 geführten Untersuchung waren „Kinder im Vorschulalter“. Dazu wurden 1999 knapp 900 sechsjährige Kinder erforscht, um einen umfassenden Einblick in ihre Lebenssituation sowie den Umfang und die Erscheinungsformen von Armut in dieser frühen Lebensphase zu erhalten. Zu den zentralen Ergebnissen zählten:
- (Kinder-)Armut ist in Deutschland viel verbreiteter, als gemeinhin angenommen wird.
- (Kinder-)Armut beschränkt sich nicht allein auf unzureichendes Einkommen, sondern führt bei Kindern vor allem zu Entwicklungsdefiziten, Unterversorgung und sozialer Ausgrenzung.
- Auf der Basis des Lebenslageansatzes können verschiedene kindspezifische Armutsdimensionen erfasst und schon für Sechsjährige empirisch nachgewiesen werden.
- Armut prägt die kindliche Lebenssituation von Vorschulkindern zwischen Wohlergehen und multipler Deprivation, doch leiden auch Kinder aus nichtarmen Familien durchaus unter vielfältigen Einschränkungen.
- Die Folgen von Armut müssen frühzeitig und umfassender wahrgenommen und könnten stärker durch ein präventiv wirkendes Hilfesystem aufgefangen werden.

## „Armut im frühen Grundschulalter“
Bei der von 2000 bis 2002 geführten Vertiefungsstudie „Armut im frühen Grundschulalter“ des ISS im Auftrag der AWO wurden 185 der 900 Kinder und deren Familien aus der ersten Untersuchung „Gute Kindheit – Schlechte Kindheit“ befragt. Es ging darum, die Kinder mit mehrfachen (multi-dimensionalen) Benachteiligungen und Entwicklungsdefiziten im frühen Grundschulalter in ihrer Entwicklung zu begleiten und ihre Situation zu erforschen. In 27 Fallbeispielen wurde die Situation detailliert untersucht.
- Die Lebenssituation von armen und nicht-armen Kindern im Grundschulalter umfasst Wohlergehen und multiple Deprivation.
- Chancen für ein möglichst gedeihliches Aufwachsen haben die Kinder auf Dauer nur ohne Armut.
- Familiäre Armut begrenzt Kinder in allen vier Lebenslagedimensionen und verringert deren Zukunftschancen immer stärker.
- Fast alle Grundschulkinder fühlen sich (noch) wohl in Familie und Schule, aber die Schere zwischen arm und reich wird größer.
- Die armen Kinder wurden bereits verspätet, das heißt nicht regulär, eingeschult.
- Arme Kinder im frühen Grundschulalter nehmen ihre Situation – anders als im Vorschulalter – deutlich wahr.
- Fast alle Eltern unternehmen vielfältige – aber höchst unterschiedlich erfolgreiche – Anstrengungen, um ihre schwierige Lebenssituation zu bewältigen bzw. zu verbessern.
- Die sozialen Netzwerke der Familie tragen entscheidend zur Entlastung der Eltern bei und führen zur Reduzierung von Armutsfolgen bei den Kindern.
- Kinder mit Migrationshintergrund sind höheren Armutsrisiken ausgesetzt.
- Jungen und Mädchen reagieren unterschiedlich. Erst recht bei Armut
- Professionelle Förderung und Hilfe für die Kinder sind vorhanden, diese zeigen aber deutliche Schwachstellen.
- Es besteht gesellschaftlicher und politischer Handlungsbedarf.

## „Zukunftschancen für Kinder!? – Wirkung von Armut bis zum Ende der Grundschulzeit“
Die Ergebnisse der Endstudie basieren auf einer von Mitte 2003 bis Mitte 2004 realisierten Wiederholungserhebung bei ca. 500 Kindern. Zusätzlich wurden – ebenfalls in zwei Wellen – qualitative Interviews mit Kindern und ihren Eltern durchgeführt.
- Armen Kindern bleiben erfolgreiche Bildungswege weitgehend verschlossen
- Armut der Familien beeinflusst die Bewertung der schulischen Leistungen durch die Lehrer
- Die Bildungskarriere beginnt bereits im Kindergarten
- Kinder mit Migrationshintergrund haben Chancen, aber nur dann, wenn sie nicht zugleich arm sind
- Armut setzt einen immer schneller werdenden Fahrstuhl nach unten in Gang

### Forderungen der AWO anhand der Studie „Zukunftschancen für Kinder!?“
- Die Förderung von Kindern mit armutsbedingt ungleichen Bildungschancen müsse von Anfang an mit ungleich mehr Investitionen als die für andere Kinder vorangetrieben werden, damit allen Kindern die beste Förderung zuteilwerde.
- Ausbau der Betreuungsmöglichkeiten für Kinder unter drei Jahren und individuelle Förderung dieser Kinder
- Gezielter Ausbau und Weiterentwicklung der Tageseinrichtungen für Kinder
- Individuelle Begleitung und Unterstützung sowohl in der Primarstufe als auch in der Sekundarstufe
- „Unbedingter Verzicht“ auf die frühe Selektion in die verschiedenen Schulzweige
- Verzicht auf die Formulierung „sozial Schwache“ für einkommensarme Menschen und Familien. Zitat des AWO-Bundesvorsitzenden Wilhelm Schmidt:

Diese „sozial Schwachen“ sind alles andere als sozial schwach. Von den meisten der in der Untersuchung befragten „armen“ Eltern wird eine nur schwer vorstellbare Stärke verlangt, ihre Situation täglich zu bewältigen und für ihre Kinder zu sorgen.